# Pidonia compta
Pidonia compta là một loài bọ cánh cứng trong họ Cerambycidae.